# هنري إل. هالبرت
هنري إل. هالبرت (بالإنجليزية: Henry L. Hulbert)‏ هو ضابط أمريكي، ولد في 12 يناير 1867 في كينغستون أبون هال في المملكة المتحدة، وتوفي في 4 أكتوبر 1918 في شامبانيا في فرنسا.